# Jan I Grimaldi
Jan I Grimaldi (ur. 1382 – zm. 8 maja 1454), senior Monako w latach 1419–1427 z braćmi Ambrożym i Antonim, samodzielnie 1427–1428 i od 1436 do swojej śmierci.
Jan był trzecim synem Rainiera II Grimaldiego. Starszymi braćmi byli Ambroży (zm. 1433) i Antoni, którzy z nim współrządzili Monako w latach 1419-1427.

## Działalność polityczna
Po utracie Monako na rzecz Genui w 1357 r. ród Grimaldich nie zrezygnował z roszczeń do tej posiadłości. Dzięki handlowym wyprawom morskim jego członkowie zgromadzili duży majątek. W czerwcu 1419 r. bracia Ambroży, Antoni i Jan odkupili Monako od Jolanty Aragońskiej, władczyni Prowansji, wdowy po Ludwiku II d’Anjou i zostali współrządzącymi seniorami Monako. Musieli jednak uznać zwierzchność Genui. Rządzili Monako rotacyjnie, zmieniając się co rok.
Ok. 1424 r. Jan poślubiając krewną Tomasza Fregoso, doży genueńskiego, stanął po jego stronie. Doża prowadził wojnę z Filipem Marią Viscontim, księciem Mediolanu. Wojska Viscontiego zajęły Vintimille, Menton, Roquebrune oraz Monako. Senior Jan musiał sprzedać Monako księciu Mediolanu za 12 500 liwrów genueńskich 6 października 1428 r. Visconti uznał prawa mieszkańców Skały.
Jan Grimaldi służył Viscontiemu w jego flocie wojennej. 23 maja 1431 r. pokonał on w bitwie flotę wenecką, zatapiając 28 z 37 statków. Książę chcąc wynagrodzić Jana, zwrócił mu Monako jesienią 1436 r.; zachował jednak zwierzchnictwo nad swoim wasalem. Tymczasem żona Jana, Pomelline Fregoso podpisała sojusz z Genuą w dniu 31 lipca 1347 r., gdzie dożą był jej krewny. Otrzymała ona pomoc wojskową i finansową celem wyzwolenia spod władzy księcia Mediolanu. Visconti uznał to za nielojalność względem niego. Kazał zamknąć Jana I i jego syna Catalana w więzieniu. Książę chciał zmusić Pomelline i Jana do podpisania dokumentu o zrzeczeniu się Monako. Oboje odmówili. Jan z synem zostali dopiero wypuszczeni we wrześniu 1440 r. Franciszek I Sforza, zięć Viscontiego od 1441 r., pomagał stronom konfliktu w dojściu do porozumienia. W dniu 20 listopada 1441 r. została zniesiona zwierzchność Mediolanu nad Monako.
19 grudnia 1448 r. Jan I podpisał w Turynie umowę z Ludwikiem, księciem Sabaudii, który był sojusznikiem Viscontiego.  Pośredniczył w tym Ludwik Fregoso, nowy doża genueński. Jan I zrzekł się suwerennych praw z Roquebrune i połowy Mentonu. Otrzymał w zamian 200 florenów corocznej renty oraz został mianowany doradcą księcia i "kapitanem generalnym" jego floty.
W 1451 r. delfin francuski Ludwik (przyszły król Ludwik XI) zaproponował Grimaldiemu kupno Monako za 12 tys. talarów w złocie. Senior zgodził się w zamian za dziedziczną funkcję "gubernatora" i kapitana załogi zamku. Do realizacji umowy nie doszło. Powodem był brak pieniędzy ze strony delfina.

## Testament
Jan Grimaldi żył najdłużej z braci i od 1427 r. został samodzielnym seniorem Monako. W przeciwieństwie do braci założył rodzinę. 5 kwietnia 1454 r. przed swoją śmiercią sporządził testament, napisany po włosku. Dokument określał zasady sukcesji, obowiązujące do dzisiaj. Władzę miał dziedziczyć najstarszy syn lub – gdy zabraknie męskiego potomka – najstarsza córka. Córka mogła dziedziczyć Monako tylko pod warunkiem przyjęcia przez jej męża nazwiska i herbu Grimaldich. Jan zrezygnował tym samym z zasad prawa salickiego wykluczających sukcesję po kądzieli.
Do zasad tych w 1487 r. za Lamberta Grimaldiego wprowadzono poprawkę wykluczającą z sukcesji tych Grimaldich, którzy zostali sługami Kościoła.
Jan I poprosił rodzinę, żeby pochowali go przy grobie rodziców i braci w kościele Św. Michała w Mentonie. Zmarł 8 maja 1454 r. zostawiając jako następcę swojego syna Catalana.

## Rodzina
Jan I był żonaty od ok. 1424 r. z Pomelline Fregoso, krewną doży genueńskiego Tomasza Fregoso, zwolennika ugrupowania gwelfów. Miał z nią troje dzieci:
- Konstancja, poślubiona Antoniego del Carretto
- Catalan (ur. 1422 – zm. w lipcu 1457), przyszły senior Monako
- Bartolomea, poślubiona Piotrowi Fregoso